# Murter (stad)
Murter är en ort i Kroatien.   Den ligger på ön Murter i länet Šibenik-Knins län, i den södra delen av landet, 220 km söder om huvudstaden Zagreb. Murter ligger 11 meter över havet och antalet invånare är 2 078.
Terrängen runt Murter är platt söderut, men åt nordost är den kuperad. Havet är nära Murter åt sydväst.  Närmaste större samhälle är Vodice, 15,3 km öster om Murter. 